# Kigluaik Mountains
Die Kigluaik Mountains sind eine 70 km lange und etwa 20 km breite Bergkette im Südwesten der Seward-Halbinsel in West-Alaska.
Mit dem 1437 m hohen Mount Osborn besitzt der Gebirgszug die höchste Erhebung der Seward-Halbinsel. Knapp 20 km weiter östlich befinden sich die Bendeleben Mountains. Nördlich der Kigluaik Mountains liegt das Imuruk Basin sowie östlich davon das vom Kuzitrin River durchflossene Tiefland. Östlich wird das Gebirge vom Pilgrim River umströmt. Dessen Hauptquellfluss, der Grand Central River, entspringt im östlichen Teil der Kigluaik Mountains und mündet in den Salmon Lake. Das Flusstal des Cobblestone River, der nach Norden zum Imuruk Basin fließt, trennt das Gebirge in einen westlichen und in einen östlichen Teil. Südlich des 349 m hohen Mosquito-Pass liegt das Flusstal des Sinuk River, der in südwestlicher Richtung zum Meer fließt. Im Westen der Kigluaik Mountains liegt der Glacial Lake, der nach Süden zum Sinuk River abfließt. 
Der Gebirgsname wurde im Jahr 1900 vom U.S. Geological Survey (USGS) dokumentiert. Der Eskimo-Name Nahwazuk mit der Bedeutung „Lachs“ wurde ebenfalls damals vermerkt.